# همیشه‌سبز

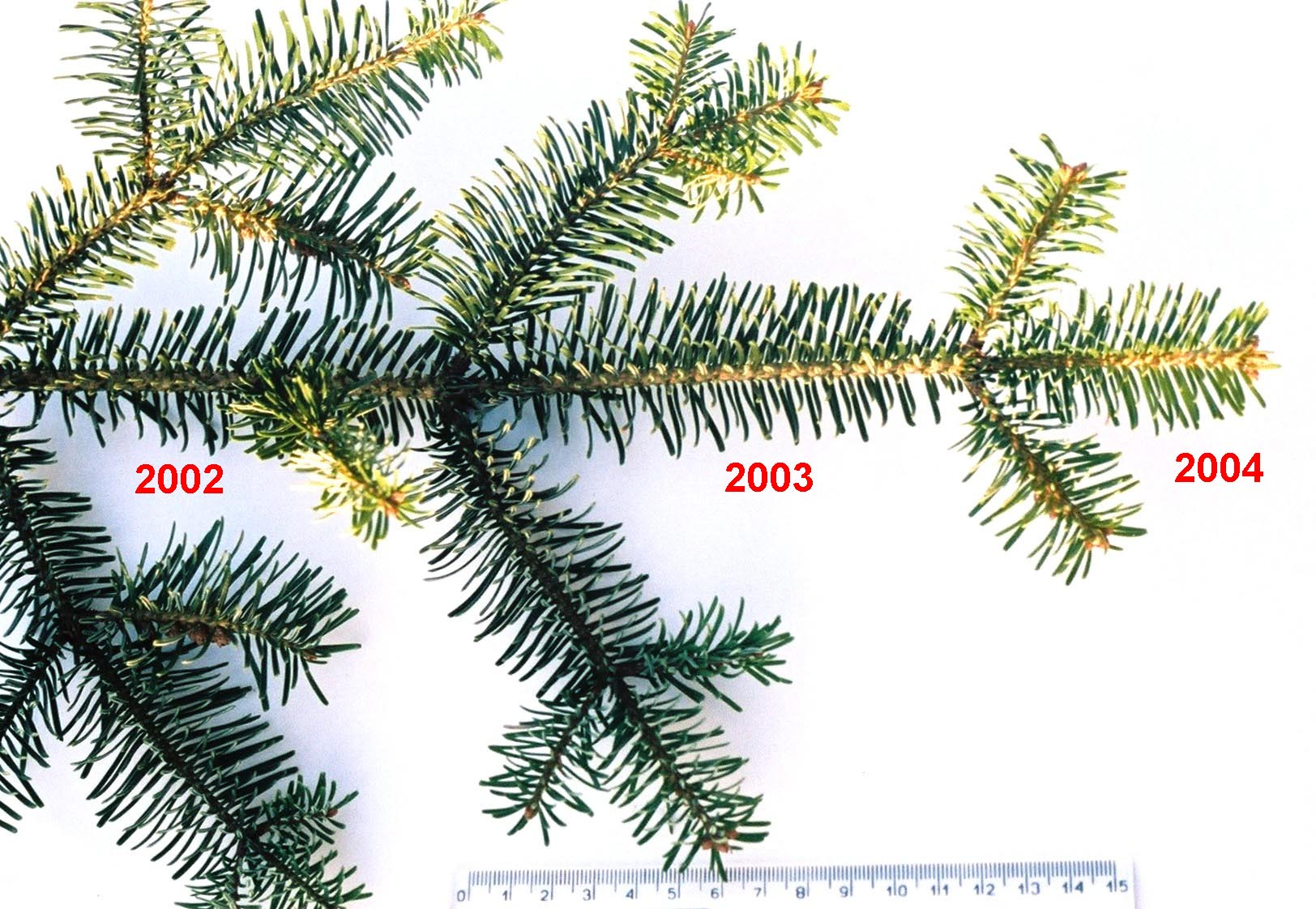
شاخه نراد نقره‌ای با برگ‌هایی از سه سال پیاپی

گیاه همیشه‌سبز (به انگلیسی: Evergreen plant)، تعریفی است برای نامیدن برخی درخت‌ها و درخت‌چه‌هایی که در همهٔ فصل‌های سال برگ دارند. درختان همیشه‌سبز در برابر درخت‌ها برگ‌ریز قرار دارند که در زمستان یا فصل خشک همهٔ برگ‌های خود را از دست می‌دهند. درختان و درخت‌چه‌های زیادی در دستهٔ همیشه‌سبزان قرار می‌گیرند.
بیشتر (انواع سرو، کاج، سدر، نراد و غیره)، بیشتر گونه‌های اکالیپتوس، برخی از گونه‌های بلوط، گونه‌های خاس و برخی از دیگر درختان در این دسته جای دارند. طول عمر برگ‌ها در گیاهان همیشه سبز از چند تا چندین دهه متفاوت است؛ برای مثال، در کاج زبرمیوه غربی تا ۳۰ سال می‌تواند باشد.